# Euphorbia strictior
Euphorbia strictior är en törelväxtart som beskrevs av John Michael Holzinger. Euphorbia strictior ingår i släktet törlar, och familjen törelväxter. Inga underarter finns listade i Catalogue of Life.